# معجم اللغة العامية البغدادية
معجم اللغة العامية البغدادية معجم لغوي تراثي للهجة البغدادية، شديد الأهمية، ذو 7 أجزاء، طُبعَ منها 3 أجزاء، من الألف إلى الزاي، من تأليف جلال الحنفي، وهو من أهم مؤلفاته، طُبعَ الجزء الأول سنة 1963م، والثاني سنة 1966، والثالث 1993م، والأجزاء الباقية لا تزال مخطوطة، قال الحنفي في وصيته «وبالنسبة لكتاب معجم اللغة العامية البغدادية جمعت قصاصاته في خزانات المكتبة، أتمنى أن يأتي من يحب بغداد ويطبع هذا الكتاب ليخلد لبغداد لغتها»، احتوى الكتاب على تأريخ اللهجة البغدادية وتفسير معاني مفرداتها وجملها وحروفها، سواء المفردات العربية، والأعجمية الدخيلة، كما تضمن المعجم كثيراً من العرف الاجتماعي لأهل بغداد، وُلدَ المؤلف سنة 1914، فكان قد عاش عدة أجيال، تطورتْ فيها اللهجة البغدادية، تعمّدَ المؤلف أن يقول في عنوان الكتاب «اللغة البغدادية» بدلا من «اللهجة البغدادية»، قد يكون سبب ذلك أن اللهجة نظير للغة في احتوائها على الشعر والنثر والتعبيرات الشاملة لمجالات الحياة، وقال مجيد القيسي في معجمه المضاهي لمعجم جلال الحنفي «إن اللغة بمفهومها العام أو السائد في الأوساط التراثية أو الثقافية هي أكثر توصيفا للكلمات وأنساقها التي يتحدث بها البغدادي عموما من (اللهجة)»، ذكر جلال الحنفي كثيراً من المعتقدات الاجتماعية العامية التي قد لا يوافق هو على بعضها، وإنما ذكرها لتفسير معناها، قال «أرجو ألا يُنسب إليَّ شيء من الاعتراف بشرعية ما أنقله للقارئ في هذا المعجم من غرائب ومعتقدات العامة، ومواضعاتهم التي تواضعوا عليها في كثير من ضروب حياتهم الاجتماعية، فإذا رحت ُ أذكر بعض وسائلهم في العلاج، فليس معنى ذلك أني أُزكّي هذا العلاج وأقرّه، كما أني حين أُشير إلى بعض خرافاتهم لا أُخضع ذلك للمجاهرة بنقد ٍ أو شيء من هذا القبيل، لأن َّ دوري في المعجم ليس دور الناقد الاجتماعي، وإنما أنا مؤرخ للألفاظ والتقاليد».